# أرس رودريغيز سيموني فيليو
أرس رودريغيز سيموني فيليو (بالبرتغالية: Alceu Rodrigues Simoni Filho‏) (7 مايو 1984 في دياديما، ساو باولو في البرازيل – )؛ هو لاعب كرة قدم كان يلعب كلاعب وسط.

## وصلات خارجية
- أرس رودريغيز سيموني فيليو على موقع رابطة كرة القدم اليابانية للمحترفين (اليابانية)
- أرس رودريغيز سيموني فيليو على موقع قاعدة بيانات كرة القدم.إي يو (الإنجليزية)
- أرس رودريغيز سيموني فيليو على موقع Soccerway.com (الإنجليزية)
- أرس رودريغيز سيموني فيليو على موقع عالم كرة القدم.نت (الإنجليزية)